# Sphegina negrobovi
Sphegina negrobovi är en tvåvingeart som beskrevs av Skufjin 1976. Sphegina negrobovi ingår i släktet midjeblomflugor, och familjen blomflugor. Inga underarter finns listade i Catalogue of Life.